# Yuma Murakami
Pour les articles homonymes, voir Murakami.
Yuma Murakami, né le 12 décembre 1992 est un patineur de vitesse japonais.
En janvier 2017, à l'épreuve du 500 mètres masculin, il atteint son premier podium en Coupe du monde en terminant deuxième à 34,97 derrière l'allemand Nico Ihle, qui franchit la ligne en 34,83.